# Таганский тоннель
Тага́нский тонне́ль — Транспортная развязка на пересечении Садового кольца с Таганской площадью — одна из самых запутанных транспортных развязок в Москве. С севера переходит в Ульяновскую эстакаду (1963, архитектор К. П. Савельев), на юге переходит в Большой Краснохолмский мост.
Количество тоннелей — 2. Длина тоннелей — по 600 м.
С 2006 года проводилась реконструкция тоннеля. Сроки окончания работ несколько раз переносили.